# Cyclotoma
Cyclotoma es un género de coleóptero de la familia Endomychidae.

## Especies
Las especies de este género son:
- Cyclotoma acleta
- Cyclotoma alleni
- Cyclotoma borneensis
- Cyclotoma cingalensis
- Cyclotoma coccinellina
- Cyclotoma conica
- Cyclotoma formosana
- Cyclotoma indiana
- Cyclotoma merkli
- Cyclotoma monticola
- Cyclotoma nicoleae
- Cyclotoma nigra
- Cyclotoma octomaculata
- Cyclotoma quinquepunctata
- Cyclotoma sumatrensis
- Cyclotoma testudinaria
- Cyclotoma undecimnotata